# 市原真紀
市原 真紀（いちはら まき、本名:同じ、1971年10月31日 - ）は、日本のシンガーソングライター。かつてレイズインに所属していた。

## 略歴
神奈川県川崎市出身。血液型B型。実家は豆腐店を営んでいる。田舎は岐阜県。1992年、「Top of the Audition」にてベストボーカル賞受賞。このオーディションがデビューのきっかけとなる。1993年、マイカルハミングバード（現ワーナーミュージック・ジャパン）からシングル「恋の戦略/なにかが始まる」でメジャー・デビュー。1996年のシングル「しあわせ色/長い夜 長い夢」から東芝EMI（現在のEMIミュージック・ジャパン）に移籍し、シングル10枚、アルバム3枚をリリースする。1998年、音楽プロデューサーの西川一郎と音楽ユニット「ONE VOICE」を結成、1999年までにシングル3枚、アルバム1枚をリリースする。2005年頃から体調を崩し、歌手活動休止。闘病中。
2025年5月21日マイカルハミングバード（現ワーナーミュージック・ジャパン）、東芝EMI（現在のEMIミュージック・ジャパン）から発売の全シングル曲収録のベスト盤CD『ゴールデン☆ベスト 市原真紀』を発売。

## ディスコグラフィー

### シングル
ソロ名義
1. 「恋の戦略/なにかが始まる」（1993年11月24日）
2. 「1グラムの勇気/最後の強がり」（1994年1月12日）
3. 「ごめんねのKiss/夏の雨」（1994年6月29日）
4. 「夜が明けたら/窓際の席で」（1994年12月10日）
5. 「努力のくすり/太陽があれば」（1995年2月25日）
6. 「きっと/Fin」（1995年5月10日）
7. 「しあわせ色/長い夢 長い夜」（1996年1月17日）
8. 「偶然のできごと/ステキな週末」（1996年6月19日）
9. 「the Destinies/True Romance」（1996年9月30日）
10. 「すきだった/escape」（1997年2月26日）

「ONE VOICE」名義
1. 「愛されなくちゃね」（1998年12月2日）
2. 「ありふれた今日」（1999年4月7日）
3. 「アタシが恋しくなるでしょう」（1999年7月23日）

### アルバム
ソロ名義
1. 「Earnest」（1994年7月21日）
「ごめんねのKiss」/「1グラムの勇気」/「夏 いただき!」/「風の中のふたり」/「最後の強がり」/「夏の雨」/「今日は言わせて」/「なにかが始まる」/「恋の戦略」/「後悔」
2. 「I WILL」（1995年6月25日）
「星の夜は…-Instrumental-」/「太陽があれば」/「約束だからね」/「きっと～Album version～」/「Fin～Night Version～」/「crime」/「それでも会いたい」/「夏の一秒」/「努力のくすり～Album Version～」/「夜が明けたら～Album Version～」/「星の夜は」
3. 「Lips」（1997年4月16日）
「Chu Lips」/「Thill Mountain」/「すきだった」/「are you ready?」/「True Romance」/「さよならのKissした場所で」/「そescape」/「偶然のできごと」/「the Destinies」/「しあわせ色」/「the rainy season」

「ONE VOICE」
1. 「WOMAN NEEDS LOVE」（1998年12月2日）
「Cafe Au Lait」/「愛されなくちゃね」/「ありふれた今日」/「アタシが恋しくなるでしょう」/「Languageさせて」/「天気予報はハズレ」/「freedom」/「Strawberry」/「貝ガラ」/「恋をしてるの」

ベスト・アルバム 
1. 「ゴールデン☆ベスト 市原真紀」（2025年5月21日／規格品番：WPCL-20027）
「恋の戦略」/「なにかが始まる」/ 「1グラムの勇気」/ 「最後の強がり」/「ごめんねのKiss」/「夏の雨」/　「夜が明けたら（Single Version）」/  「窓際の席で」 /「努力のくすり（Single Version）」 /　「太陽があれば」/「きっと（Single Version）」 /「Fin（Single Version）」/「しあわせ色」/「偶然のできごと」/「the Destinies 」 /「すきだった」

## タイアップ
- 「恋の戦略」（カシオ計算機「スーパー電子手帳Jr.」CMソング）
- 「1グラムの勇気」（ジョンソン・エンド・ジョンソンベビーローションCMソング）
- 「ごめんねのKiss」（MBS制作・TBS系「たけし・所のドラキュラが狙ってる」EDテーマ曲）
- 「夏　いただき!」（ABC「森脇健児の切磋たく丸!!」テーマソング）
- 「夜が明けたら」（日本テレビ系「NNNきょうの出来事」エンディングテーマ）
- 「努力のくすり」（日本テレビ系「ウンナン世界征服宣言」エンディング・テーマ）
- 「きっと」（不二ビューティー「たかの友梨ビューティークリニック」CMソング）
- 「しあわせ色」（TBS系全国28局ネット ドラマ30「トツゼン親娘」[注釈 1]主題歌・'96・ヴィクトリア（告知編）CMソング）
- 「the Destinies」（OVA「アーシアンIII」主題歌）
- 「True Romance」（OVA「アーシアンIII」エンディング・テーマ）

## ラジオパーソナリティ
- Kiss FM「キリンビバレッジ コットンスリムス」（既に終了）